# リトルロック (軽巡洋艦)
リトルロック (USS Little Rock, CL-92/CLG-4/CG-4) は、アメリカ海軍の軽巡洋艦。クリーブランド級軽巡洋艦の21番艦。後にミサイル巡洋艦へ改装され、ガルベストン級ミサイル巡洋艦の2番艦となる。艦名はアーカンソー州リトルロックに因む。

## 艦歴
「リトルロック」は1943年3月6日にペンシルベニア州フィラデルフィアのクランプ造船株式会社で起工し、1944年8月27日にサム・ワッセル夫人により進水、1945年6月17日にW. E. ミラー艦長の指揮下就役する。
キューバ沖での整調及び西海岸沿いの訓練の後に、「リトルロック」はロードアイランド州ニューポートを10月21日に出港し南アメリカに向かう。続く5ヶ月間をラテンアメリカ諸国の巡航に費やし、1946年3月23日にノーフォークに帰還する。その後東海岸沖およびカリブ海で訓練を行い、6月4日にヨーロッパへ向けて出航、その夏は第6艦隊と共に作戦活動に従事し、1946年9月27日にノーフォークに帰還する。
1946年9月から1949年までリトルロックは東海岸での演習、カリブ海での作戦活動および艦隊訓練を行い、1947年から48年にかけて地中海への巡航を行った。「リトルロック」は1949年6月24日に予備役となり、ニューヨークの大西洋予備役艦隊入りする。
「リトルロック」は1957年5月23日に CLG-4 と艦種変更され、ガルベストン級ミサイル巡洋艦への転換が始められた。転換作業では後部6インチ主砲塔のタロス・ミサイルランチャーとの交換が行われた。作業が完了するとフィラデルフィアで1960年6月3日にJ・O・フィリップス艦長の指揮下再就役する。「リトルロック」はカリブ海で整調訓練を行い、タロス・ミサイルの発射試験を行う。「リトルロック」は急速に拡大する海軍の艦隊において、誘導ミサイルで核攻撃が行える艦としての役割を担うこととなった。

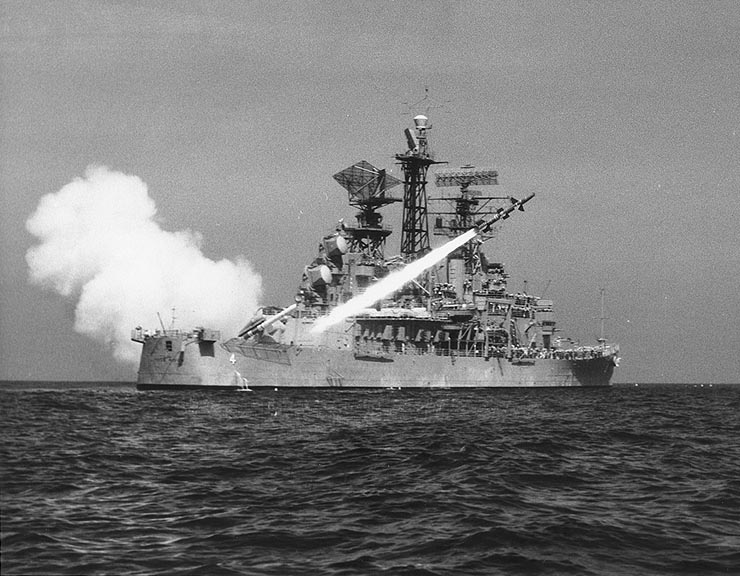
タロスを発射する「リトルロック」

「リトルロック」は1961年2月9日にフィラデルフィアを出航、新たな任務の下ヨーロッパへ向かう。6ヶ月間にわたって第6艦隊およびNATO軍の艦隊と共に作戦活動に従事し、9月にノーフォークに帰還する。
カリブ海での活動中の1961年11月18日、「リトルロック」はサントドミンゴ沖へ派遣される。トルヒーヨ大統領の暗殺に伴い政情が不安定化したドミニカ共和国に対して支援を行う。
その後4年に渡って「リトルロック」は毎年地中海への巡航を行い、第6艦隊と共に行動し1962年には艦隊旗艦となる。地中海での任務と任務の間にリトルロックは東海岸、カリブ海で活動し、北部ヨーロッパではNATO軍部隊と行動した。
東海岸での訓練の後、1966年にはオーバーホールと回復訓練を行い、1967年1月に地中海での任務に復帰、1969年まで継続する。1969年から70年にかけて艦隊旗艦任務に就き、イタリアのガエッタを母港として地中海の多くの港を訪問する。
1970年中頃の訓練時に「リトルロック」はギリシャ海軍の駆逐艦と衝突事故を起こす。この事故で艦首部分を破損するが、マルタ島で応急修理が行われた。9月に本国に帰還し、ボストン海軍造船所で1970年11月から1971年の春まで本格修理が行われた。修理が完了すると回復訓練の後、第6艦隊の旗艦任務に復帰する。
1975年6月3日にはスエズ運河の再開通記念式典に参加し、記念パレードでは3列目に位置、ポートサイドからイスマイリアまで巡航し、アメリカ合衆国のエジプトおよび中東の平和への関与を示した。運河を通過するとアレクサンドリアを訪問する。その後地中海を横断し、ユーゴスラビアのドゥブロヴニクを訪問した。
1976年の退役後、「リトルロック」はニューヨーク州バッファローのバッファロー・エリー郡海事・軍事公園で記念艦として公開されている。